# Brania longisetosa
Brania longisetosa är en ringmaskart som beskrevs av Hartmann-Schröder 1979. Brania longisetosa ingår i släktet Brania och familjen Syllidae. Inga underarter finns listade i Catalogue of Life.